# Pirydostygmina
Pirydostygmina – wielofunkcyjny organiczny związek chemiczny, ester dimetylokarbaminianowy kationu 3-hydroksy-1-metylopirydyniowego. Jest odwracalnym inhibitorem acetylocholinoesterazy – enzymu rozkładającego acetylocholinę. W medycynie zastosowanie ma głównie bromek pirydostygminy, jako lek łagodzący objawy ciężkiego niedowładu mięśni, czyli miastenii.

## Zastosowanie kliniczne
Lek stosowany jest głównie w leczeniu myasthenia gravis, lecz stosuje się go także w porażennej niedrożności jelit, pooperacyjnym zatrzymaniu moczu, jaskrze, zatruciu kurarynami.

## Efekty terapeutyczne
- Ułatwia przewodzenie impulsów w obrębie płytki nerwowo-mięśniowej.
- Wywołuje:
  - zwężenie źrenic,
  - bradykardię,
  - zwiększenie napięcia mięśni szkieletowych,
  - zwiększenie napięcia mięśniówki jelit,
  - zwężenie oskrzeli i moczowodów,
  - nasilenie wydzielania przez gruczoły ślinowe i potowe.

Ponadto wywiera bezpośrednie działanie cholinomimetyczne na mięśnie szkieletowe. Powoduje zwiększenie siły mięśniowej oraz nasilenie reakcji na powtarzającą się stymulację nerwów. Pirydostygmina działa dłużej niż neostygmina, choć jej działanie występuje nieco później. Wywiera również słabsze działanie muskarynowe niż neostygmina, w związku z czym jest zwykle lepiej tolerowana oraz wykazuje mniej działań niepożądanych ze strony układu pokarmowego.

## Mechanizm działania
Pirydostygmina hamuje enzym cholinoesterazę w szczelinie synaptycznej – konkurując z acetylocholiną o przyłączenie do jego miejsc aktywnych. Powoduje to opóźnienie hydrolizy acetylocholiny, zwiększenie jej stężenia w szczelinie synaptycznej, co z kolei zwiększa efektywność stymulacji cholinergicznej w płytce nerwowo-mięśniowej.

## Właściwości farmakokinetyczne
Substancja słabo wchłania się z przewodu pokarmowego. Maksymalne stężenie w surowicy krwi, wynoszące od 40 do 60 μg/ml, osiąga po 1 do 2 godzin od podania doustnego dawki 60 mg. Nie wiąże się z białkami osocza. Jako amina czwartorzędowa nie przekracza bariery krew-mózg. Metabolizowana jest w wątrobie, wydalana przez nerki, głównie w postaci niezmienionej. Dostępność biologiczna wynosi od 10% do 20%, a okres półtrwania od 3 do 4 godzin. Działanie pirydostygminy podanej doustnie, w postaci tabletek, występuje w ciągu 30 – 60 minut od chwili podania, osiąga maksimum po 1 do 2 godzin i trwa 3–6 godzin.

## Przeciwwskazania
Nadwrażliwość na którykolwiek składnik preparatu leczniczego, niedrożność mechaniczna przewodu pokarmowego lub układu moczowego.
Należy zachować szczególną ostrożność w przypadku niedociśnienia tętniczego, przebytego w ostatnim czasie ostrego incydentu wieńcowego, wagotonii, astmy oskrzelowej, padaczki, bradykardii, choroby wrzodowej żołądka i/lub dwunastnicy, choroby Parkinsona.

## Działania niepożądane i objawy przedawkowania
Działania niepożądane obejmują:
- biegunkę,
- nudności i wymioty,
- wzmożone wydzielanie śliny,
- kurczowe bóle brzucha.

Objawy przedawkowania:
- kurczowe bóle brzucha,
- nasilenie perystaltyki jelit,
- biegunka,
- nudności i wymioty,
- zwiększenie wydzielania śluzu w oskrzelach,
- wzmożone wydzielanie śliny,
- nadmierna potliwość,
- zwężenie źrenic,
- kurcze i drżenia mięśni,
- ogólne osłabienie,
- bradykardia,
- niedociśnienie tętnicze.

Przedawkowanie może prowadzić do przełomu cholinergicznego. Antidotum jest siarczan atropiny podawany pozajelitowo.

## Ciąża i karmienie piersią
Zakwalifikowana do kategorii C przez FDA. Nie istnieją istotne klinicznie badania, potwierdzające bezpieczeństwo stosowania leku w ludzkiej ciąży. Przewiduje się, że w zwykle używanych dawkach, pirydostygmina nie przenika w sposób znaczny przez łożysko, przez co w żaden sposób nie zagraża płodowi, natomiast w wysokich dawkach przenika je z łatwością, powodując redukcję aktywności osoczowej cholinoesterazy płodu. Podanie pozajelitowe leku, w niewielkim odstępie czasowym od terminu rozwiązania ciąży, może spowodować poród przedwczesny. Ordynowanie pirydostygminy u kobiet ciężarnych jest rekomendowane jedynie, jeśli zysk terapeutyczny dla matki przeważa potencjalne ryzyko dla płodu.
Pirydostygmina jest wydzielana do mleka kobiecego. Na podstawie ograniczonych danych stwierdzono, że noworodek w wyniku karmienia piersią otrzymuje mniej niż 0.1% dawki leku, przyjętego przez matkę. Niekorzystny efekt dla dziecka jest zatem mało prawdopodobny. Substancja została uznana za bezpieczną przez American Academy of Pediatrics.

## Preparaty na rynku polskim
W Polsce dostępna jest w postaci tabletek o nazwie Mestinon.